# Franciszek Głowacki
Franciszek Głowacki (ur. 15 grudnia 1910 w Warszawie, zm. 3 maja 1989 w Warszawie) – polski hokeista na lodzie i piłkarz, trener, mistrz Polski w hokeju (1933, 1951).

## Kariera sportowa

### Hokej na lodzie
Był zawodnikiem klubów warszawskich: Marymontu (1926-1931), Legii Warszawa (1931-1936), Warszawianki (1936-1939), ŁKS Łódź (1945-1948) i ponownie Legii (1949-1952); występował jako napastnik. Z Legią sięgnął po mistrzostwo Polski w 1933 i 1951 oraz brązowy medal w 1949, z Warszawianką wywalczył wicemistrzostwo w 1937 i 1939, z ŁKS wicemistrzostwo w 1946 i brązowy medal w 1947.
W latach 1934–1936 wystąpił 9 razy w reprezentacji Polski seniorów, był rezerwowym podczas Zimowych Igrzysk Olimpijskich w Garmisch-Partenkirchen (1936).
W 1952 poprowadził Legię do tytułu mistrzowskiego jako trener, w latach 1952–1955 współpracował także z kadra narodową.

### Piłka nożna
W latach 1926–1931 był zawodnikiem Marymontu Warszawa, w latach 1932–1934 grał w Legii Warszawa, w tym w latach 1932 i 1933 w I lidze, w której wystąpił w 26 spotkaniach (na pozycji bramkarza). W latach 1934–1939 bronił barw Okęcia Warszawa.
Po zakończeniu kariery zawodniczej pracował jako trener, m.in. rezerwy Legii Warszawa (1954-1955), II-ligową Stal Rzeszów (1961, na początku tego roku przygotowywał do sezonu także drużynę hokejową Stali), w sezonie 1967/1968 oraz jesienią 1968 I-ligowy Śląsk Wrocław.
Jest pochowany na cmentarzu komunalnym Północnym w Warszawie (Kwatera: N-IV-5 Rząd: 5, Grób: 6).